# Kōkichi Kimura
Kōkichi Kimura (japanisch 木村 浩吉 Kimura Kōkichi; * 12. Juli 1961 in der Präfektur Aichi) ist ein japanischer Fußballspieler.

## Karriere
Seinen ersten Vertrag unterschrieb er 1985 bei Nissan Motors (heute: Yokohama F. Marinos). Der Verein spielte in der höchsten Liga des Landes, der Japan Soccer League. Mit dem Verein wurde er 1988/89 und 1989/90 japanischer Meister. Für den Verein absolvierte er 54 Erstligaspiele. Ende 1991 beendete er seine Karriere als Fußballspieler.
Von 2008 bis 2009 war er der Trainer des J1-League-Vereins Yokohama F. Marinos.

## Erfolge
Nissan Motors
- Japan Soccer League

Meister: 1988/89, 1989/90
Vizemeister: 1990/91
- JSL Cup

Sieger: 1988, 1989, 1990
Finalist: 1985, 1986
- Kaiserpokal

Sieger: 1985, 1988, 1989
Finalist: 1990